# 10220 Pigott
10220 Pigott è un asteroide della fascia principale. Scoperto nel 1997, presenta un'orbita caratterizzata da un semiasse maggiore pari a 2,6917895 UA e da un'eccentricità di 0,1196015, inclinata di 12,41344° rispetto all'eclittica.
L'asteroide è dedicato all'astronomo britannico Edward Pigott.